# Rafajel Wahanian
Rafajel Wahanian, orm. Ռաֆայել Վահանյան (ur. 15 października 1951 w Erywaniu) – szachista ormiański, pretendent do tytułu mistrza świata w szachach.

## Kariera szachowa

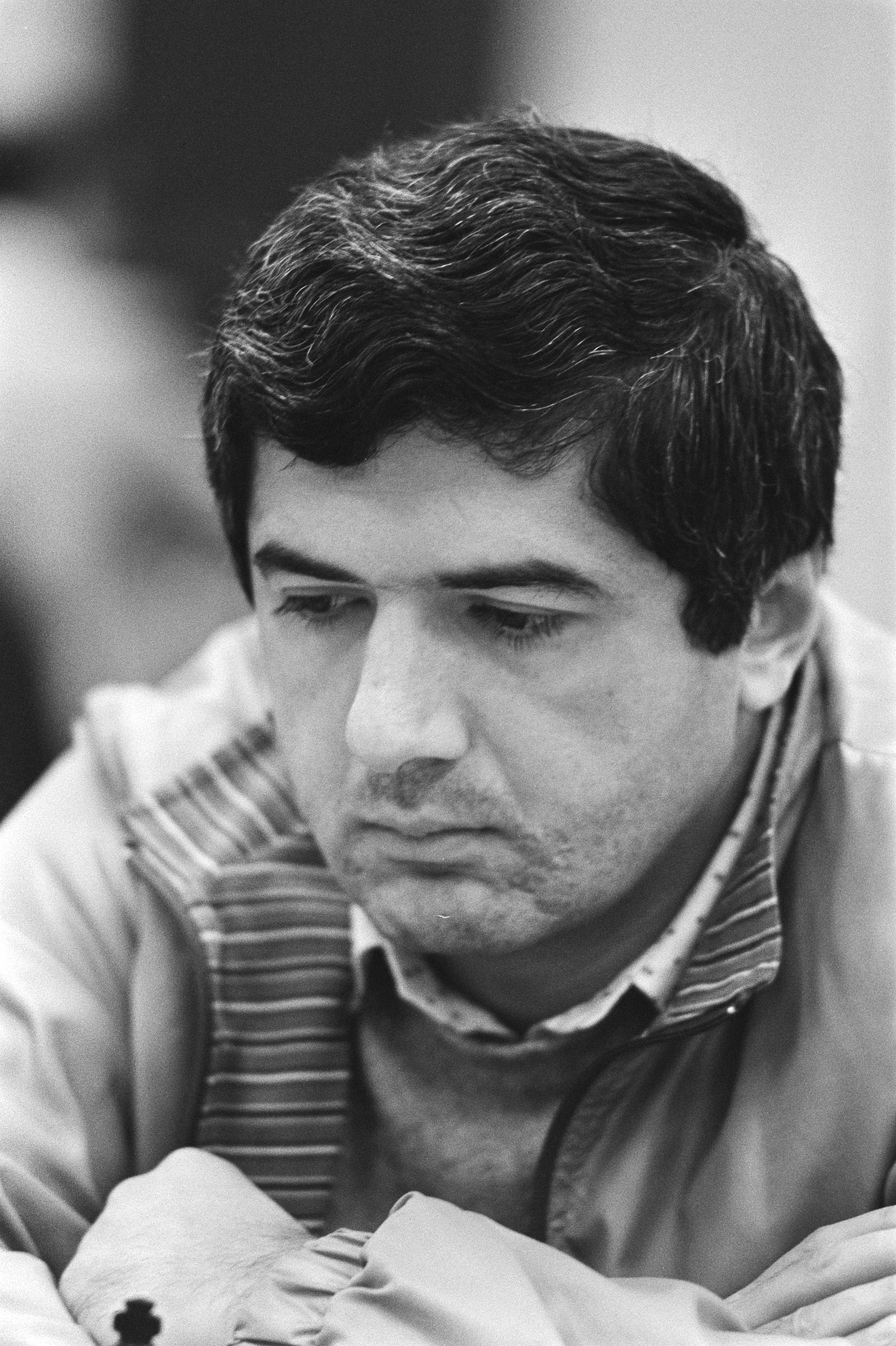
Rafajel Wahanian, 1983

Na arenie międzynarodowej pojawił się po raz pierwszy w roku 1969, zdobywając w Groningen wicemistrzostwo Europy juniorów. Rok później po raz pierwszy wystąpił w mistrzostwach Związku Radzieckiego w Rydze. Ogółem w finałach mistrzostw ZSRR wystąpił 11 razy. W roku 1971, po zwycięstwie we Vrnjačkiej Banji, otrzymał tytuł arcymistrza. W latach 1979–1984 zwyciężył w turniejach rozegranych w São Paulo, Las Palmas, Manili, Moskwie, Hastings, Tallinnie i Lwowie. W roku 1985 triumfował w turnieju międzystrefowym w Biel i awansował do turnieju pretendentów w Montpellier, który ukończył na II miejscu. Wynik ten oznaczał awans do pierwszej szóstki świata. W I rundzie meczów pretendentów spotkał się w roku 1986 w Mińsku z Andriejem Sokołowem, przegrał jednak mecz w stosunku 2 – 6 i odpadł z dalszych rozgrywek. Dwa lata później, w kolejnym cyklu spotkań pretendentów spotkał się w I rundzie z Lajosem Portischem, ale w Saint John musiał uznać jego wyższość, przegrywając 2½ – 3½.
W roku 1987 zwyciężył w turniejach w Leningradzie i Marsylii. W następnym roku, po zakończeniu spotkań I rundy pretendentów w Saint John, wystąpił w mistrzostwach świata w szachach błyskawicznych, w których zdobył srebrny medal (w finale przegrał z Michaiłem Talem). W tym samym roku zajął pierwsze miejsca w turniejach w Kopenhadze oraz w Esbjergu (turniej The North Sea Cup). W roku 1989 wygrał w Odessie mistrzostwa ZSRR, natomiast w 1990 roku zwyciężył w turniejach w Toronto i Kolonii oraz podzielił I miejsce (wspólnie m.in. z Lwem Poługajewskim i Yasserem Seirawanem) w Reykjavíku. W roku 1992 zajął I miejsce w silnym miniturnieju w Ter Apel. Po tym turnieju rozegrał w Hadze symultanę z komputerami, pokonując maszyny w stosunku 5½ – ½. Zwyciężył również w rozegranym na przełomie 1992 i 1993 roku tradycyjnym turnieju w Reggio Emilia. W roku 1993 ponownie zwyciężył (wraz z Aleksandrem Chalifmanem) w Ter Apel. Kolejne sukcesy zanotował w roku 1994 wygrywając słynny turniej World Open w Filadelfii oraz pokonując w Hadze drużynę szachowych komputerów 4½ – 1½. Na początku 1995 roku ponownie zwyciężył w Reggio Emilia. W roku 1996 po raz trzeci pokonał w Hadze szachowe komputery, wygrywając w stosunku 5½ – ½. W następnym roku awansował w Groningen do III rundy mistrzostw świata FIDE rozgrywanych systemem pucharowym, ale musiał uznać wyższość swojego rodaka Władimira Akopiana. W mistrzostwach świata wystąpił jeszcze w latach 2000 w Teheranie i 2001 w Moskwie, ale za każdym razem odpadał w II rundzie, przegrywając (odpowiednio) z Jewgienijem Bariejewem i Michaiłem Gurewiczem. W roku 2004 był jednym z trzech zwycięzców bardzo silnego turnieju Aeroflot Open w Moskwie. W roku 2005 wystąpił w Pucharze Świata w Chanty-Mansijsku, ale odpadł w I rundzie, przegrywając z Robertem Kempińskim.
Wielokrotnie reprezentował ZSRR i Armenię w turniejach drużynowych, m.in.:
- dziewięciokrotnie na olimpiadach szachowych (w latach 1978, 1984, 1986, 1992, 1994, 1996, 1998, 2000, 2004); ośmiokrotny medalista: wspólnie z drużyną – dwukrotnie złoty (1984, 1986), srebrny (1978) i dwukrotnie brązowy (1992, 2004) oraz indywidualnie – dwukrotnie złoty (1984 – na III szachownicy, 2004 – na III szachownicy) o srebrny (1984 – za wynik rankingowy)[5],
- sześciokrotnie na drużynowych mistrzostwach świata (w latach 1985, 1989, 1993, 1997, 2001, 2005); ośmiokrotny medalista: wspólnie z drużyną – dwukrotnie złoty (1985, 1989) i trzykrotnie brązowy (1997, 2001, 2005) oraz indywidualnie – dwukrotnie złoty (1985 – na III szachownicy, 1989 – na IV szachownicy) i srebrny (2001 – na II szachownicy)[6],
- sześciokrotnie na drużynowych mistrzostwach Europy (w latach 1980, 1983, 1989, 1992, 1997, 2005); siedmiokrotny medalista: wspólnie z drużyną – trzykrotnie złoty (1980, 1983, 1989) i brązowy (1997) oraz indywidualnie – złoty (1997 – na II szachownicy) i dwukrotnie brązowy (1980 – na VIII szachownicy, 1983 – na IV szachownicy)[7],
- czterokrotnie na drużynowych mistrzostwach świata studentów (w latach 1972, 1974, 1976, 1977); wielokrotny medalista, w tym wspólnie z drużyną – czterokrotnie złoty (1972, 1974, 1976, 1977)[8].

Najwyższy ranking w karierze osiągnął 1 stycznia 2005 r., z wynikiem 2670 punktów zajmował wówczas 32. miejsce na światowej liście FIDE, jednocześnie zajmując 3. miejsce wśród ormiańskich szachistów.